# Meghan Sarbanis
Meghan Sarbanis (ur. 14 maja 1977) – amerykańska wioślarka.

## Osiągnięcia
- Mistrzostwa Świata – Mediolan 2003 – dwójka nez sternika wagi lekkiej – 4. miejsce[1].
- Mistrzostwa Świata – Poznań 2009 – jedynka wagi lekkiej – 4. miejsce[1].